# ميتش جاكوبسون
ميتش جاكوبسون (بالإنجليزية: Mitch Jacobson)‏ هو محرر فيديو ‏ أمريكي، ولد في 1963 في شيكاغو في الولايات المتحدة.